# 콘스탄틴 로자옙스키

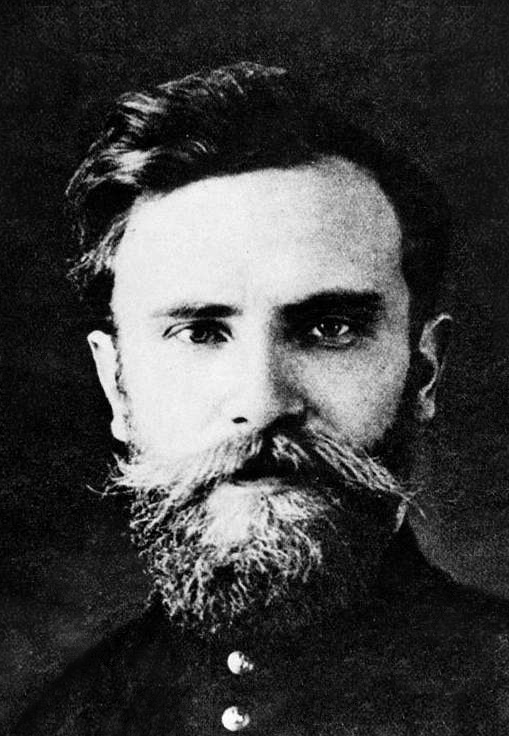
콘스탄틴 로자옙스키

콘스탄틴 블라디미로비치 로자옙스키(러시아어: Константи́н Влади́мирович Родзае́вский, 1907년 8월 11일 (율리우스력 7월 29일) ~ 1946년 8월 30일)는 만주에서 망명하여 이끌었던 러시아 파시스트당의 당대표이다. 러시아 내전에서 반공 세력이 패한 후, 로자옙스키와 추종자들은 일본 지배하의 중국으로 도망쳤다. 그는 내무인민위원회에 이끌려 면책 특권의 거짓 약속으로 소련으로 돌아가게 되었고, 루비얀카 감옥 지하실에서 "반소련과 반혁명 활동"으로 인민재판을 받은 후 처형되었다.